# Hermionide (dème)

Le dème d'Hermionide (grec moderne : Δήμος  Ερμιονίδας, Dhímos Ermionídas) est un dème (municipalité) de la périphérie du Péloponnèse, dans le district régional d'Argolide, en Grèce. 
Il a été créé en 2010 dans le cadre du programme Kapodistrias par la fusion des anciens dèmes d'Hermione et de Kranídi. Il tient son nom de la région antique d'Hermionide et son territoire correspond à celui de l'ancienne province homonyme, existant entre 1833 et 2006.
Son siège est la localité de Kranídi. 